# Quadro comunitario di sostegno
Il quadro comunitario di sostegno (QCS) è un  documento che definisce priorità e strategie d'intervento in merito all'uso dei fondi strutturali europei che vedano il coinvolgimento di altre risorse finanziarie.
Il documento, presentato da ogni stato membro e approvato dalla Commissione europea, è strutturato in assi prioritari e si realizza attraverso l'attuazione di uno o più programmi operativi.